# Gilis
Gilis (también transcrito como Gillis or Gilus) fue un polemarca espartano bajo el reinado de Agesilao II, que combatió en la batalla de Coronea en 394 a. C., durante la guerra de Corinto.
Durante la mañana después de vencer en la batalla Agesilao, para ver si el enemigo renovaría la lucha, ordenó a Gilis (ya que él mismo había sido herido gravemente) que formara a sus soldados en orden de batalla, con coronas de victoria en sus cabezas, y erigió un trofeo con las con el sonido de melodías marciales de fondo. Los tebanos, sin embargo, al perder a sus aliados y sin poder recuperar el terreno perdido, reconocieron su derrota pidiendo poder enterrar a sus muertos.
Poco después de esto, Agesilao fue a Delfos para ofrecer al dios Apolo un sexto de su botín asiático, y envió a Gilis a invadir el territorio de Lócrida Opuntia, cuyos habitantes habían sido los responsables de que hubiera guerra en Grecia. Aquí los espartanos consiguieron aún mayor botín; pero, cuando volvían a su campamento al atardecer, durante el ataque Gilis fue muerto.
El Gilis mencionado en uno de los epigramas de Damageto ha sido identificado como un tal Othryades, pero las fuentes son insuficientes.